# Ad Roland

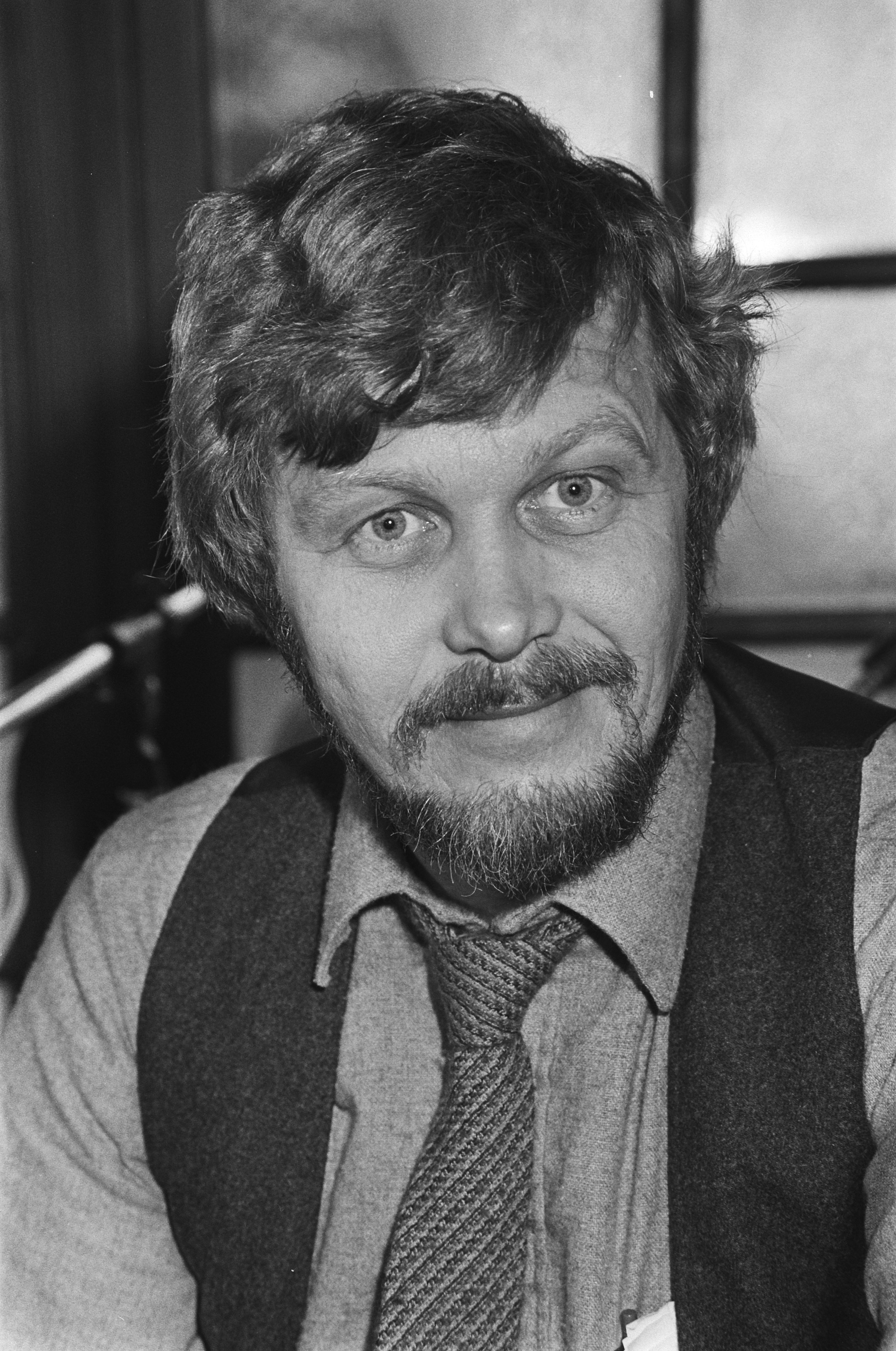
Ad Roland

Ad Roland (* 1945) ist ein niederländischer Radio- und Medienberater.

## Leben
Roland moderierte in den Niederlanden bei zahlreichen öffentlich-rechtlichen Rundfunksendern: von 1963 bis 1964 bei Avro Radio Minjon im Jugendprogramm, von 1965 bis 1974 bei NOS und von 1974 bis 1988 bei TROS, in Deutschland bekannt geworden unter dem Namen Hilversum III. Dort erfand er unter anderem die „Europarade“. Obwohl er als festangestellter Redakteur bei diesen Sendern tätig war, moderierte Roland unter dem Pseudonym Ad Petersen oder Eddy Gilberts parallel auch bei den Piratensendern Radio Nordsee International (1969 bis 1970), bei Radio Caroline (1973) und bei Radio Mi Amigo (1974).
Als Disc Jockey (DJ) und Programmmacher über die Grenzen der Niederlande hinaus etabliert, machte sich Ad Roland Mitte der 1980er Jahre als Berater selbständig. Er war für Radiostationen in Spanien, Belgien, Österreich, Tschechien, Skandinavien, den Niederlanden und Deutschland tätig. Hier hatte er beispielsweise maßgeblichen Anteil am Erfolg des ersten landesweiten privaten Rundfunksenders Radio Schleswig-Holstein (R.SH) in Kiel, dessen Programmstruktur er mit dem ersten R.SH-Programmdirektor Hermann Stümpert ausarbeitete und für den er in seinen eigenen Studios in Hilversum zahlreiche Moderatoren, darunter beispielsweise Jörg Pilawa, Dennis Wilms und Anja Goerz, ausbildete. Auch bei allen anderen nennenswerten privaten Radiostationen, die in Deutschland starteten, war der Niederländer als Berater tätig und prägte so die Programmstruktur des hiesigen Privatradios nachhaltig.
Heute gilt Ad Roland als Radiopionier. Er tritt als Referent auf Fachtagungen auf und berät mit seiner Firma Ad Roland Media Service Rundfunkstationen in Großbritannien, Frankreich, Spanien, Deutschland und den Niederlanden in der Programmgestaltung und im Marketing.